# Hikaru GENJI
Hikaru GENJI (光GENJI), plus tard renommé en Hikaru Genji SUPER 5, est un groupe masculin japonais, initialement composé de sept jeunes idoles, dans le cadre de la Johnny & Associates, autour du personnage d'Hikaru Genji de l'œuvre japonaise Le Dit du Genji. Il aura compté dans ses rangs, les danseurs en arrière-plan, les membres de SMAP (autre groupe de l'agence) et le claviériste du groupe TOKIO, Taichi Kokubun.
Jusqu'à l'apparition de l'unité de Johnny temporaire Hey! Say! 7 en 2007, Hikaru Genji détenait le record pour le plus jeune groupe masculin au top des classements des singles de l'Oricon.

## Historique
Le groupe se forme en 1987 en deux équipes appelées Hikaru (avec deux membres les plus âgés dont le leader) et GENJI (les cinq plus jeunes membres).
Il devient en 1988 le deuxième artiste de l'histoire à monopoliser les trois premières places pour un single sur l'Oricon et le troisième artiste de l'histoire à dominer les deux premières places dans les charts,. Le groupe remporte également le Japan Record Award dans le 30e Japan Record Awards pour la chanson Paradise Ginga la même année, faisant d'eux le deuxième artiste de la Johnny & Associates à remporter le trophée après Masahiko Kondō et le dernier avant Johnny & Associates, établi une politique qui aurait refuser toutes les propositions futures de prix par des organisations telles que les Japan Recors Awards et les Japan Academy Awards.
En 1994, après de nombreux singles et albums sortis, Mikio Osawa et Hiroyuki Satō quittent le groupe et la Johnny & Associates tandis que le groupe comprenant les membres restants continue sous le nom de Hikaru Genji Super 5, qui se dissoudra un an plus tard, après trois singles et un album sous ce nouveau nom.
De ces cinq membres, Kazumi Morohoshi et Junichi Yamamoto ont depuis quitté l'agence et le groupe n'existe désormais plus. Akira Akasaka est malheureusement arrêté pour possession de méthamphétamine, le 28 octobre 2007 et est congédié de son agence peu de temps après,. Seulement, Atsuhiro Satō et Kohji Uchiumi, sont à ce jour toujours au sein de la Johnny & Associates pour monter des projets en solo et produire les artistes de l'agence en activité.

## Membres
Hikaru
- Kohji Uchiumi (内海光司, Uchiumi Kohji?), né le 11 janvier 1968 (57 ans): Leader
- Mikio Osawa (大沢樹生, Osawa Mikio?), né le  20 avril 1969 (56 ans)

Genji
- Kazumi Morohoshi (諸星和己, Morohoshi Kazumi?), né le 12 août 1970 (54 ans)
- Hiroyuki Satō (佐藤寛之, Sato Hiroyuki?), né le 2 novembre 1970 (54 ans)
- Junichi Yamamoto (山本淳一, Yamamoto Junichi?), né le 28 février 1972 (53 ans)
- Akira Akasaka (赤板 晃, Asasaka Akira?), né le 8 mai 1973 (52 ans)
- Atsuhiro Satō (佐藤敦啓, Sato Atsuhiro?), né le 30 août 1973 (51 ans)

## Discographie

### Sous le nom de Hikaru GENJI
Albums
1. 1er janvier 1988 : Hikaru GENJI (光GENJI)
2. 28 juillet 1988 : Hi! (Hi !)
3. 20 février 1989 : Hey! Say! (Hey ! Say !)
4. 25 octobre 1989 : Hello... I Love You (Hello･･･I Love You)
5. 31 janvier 1990 : Furikaette Tomorrow (ふりかえってTo morrow)
6. 25 juillet 1990 : Cool Summer
7. 21 novembre 1990 : White Dreaming with Hikaru GENJI (White Dreaming with 光GENJI?)
8. 3 mars 1991 : 333 Thank You ((333) Thank You?)
9. 7 juillet 1991 : Hito Natsu Hito Yoru (ひと夏ひと夜?)
10. 2 octobre 1991 : VICTORY
11. 4 mars 1992 : BEST FRIENDS
12. 1er juillet 1992 : Pocket Album: 7 Tsuno Hoshi (Pocket Album~7つの星?)
13. 3 décembre 1992 : DREAM PASSPORT
14. 3 mars 1993 : SPEEDY AGE
15. 15 septembre 1993 : WELCOME
16. 8 décembre 1993 : Uchuyuei (宇宙遊詠?)
17. 2 mars 1994 : HEART'N HEARTS
18. 21 avril 1994 : FOREVER YOURS

Compilations
1. 02/08/1994 : SUPER BEST TRY to REMEMBER
2. 02/08/1994 : 2001 Classics
3. 19/08/1995 : See You Again
4. 05/12/2001 : Hikaru GENJI-BEST (光GENJI‧BEST?)
5. 17/10/2002 : Hikaru GENJI All Songs Request (光GENJI All Songs Request?)

Singles
1. 19 août 1987 : STAR LIGHT
2. 26 novembre 1987 : Glass no Jyūdai (ガラスの十代?)
3. 9 mars 1988 : Paradise Ginga (パラダイス銀河?)
4. 21 juin 1988 : Diamond Hurricane (Diamondハリケーン?)
5. 10 octobre 1988 : Tsurugi no Mai (剣の舞?)
6. 6 mars 1989 : Chikyū wo Sagashite (地球をさがして?)
7. 20 juillet 1989 : Taiyō ga Ippai (太陽がいっぱい?)
8. 7 février 1990 : Kōya no Megalopolis (荒野のメガロポリス?)
9. 15 mai 1990 : Little Birthday
10. 18 août 1990 : CO CO RO
11. 3 novembre 1990 : Waratte yo (笑ってよ?)
12. 7 février 1991 : Kaze no Naka no Shōnen (風の中の少年?)
13. 26 avril 1991 : Kiseki no Megami (奇跡の女神?)
14. 30 août 1991 : WINNING RUN
15. 7 novembre 1991 : GROWING UP
16. 20 février 1991 : TAKE OFF
17. 29 avril 1992 : Lila no Saku koro Barcelona (リラの咲くころバルセロナ?)
18. 20 avril 1992 : Meet Me
19. 6 novembre 1992 : Aishitemo ii desu ka (愛してもいいですか?)
20. 19 février 1993 : Kimi to Subaya SLOWLY (君とすばやくSLOWLY?)
21. 13 mai 1993 : Yūki 100% (勇気100%?)
22. 4 août 1993 : BOYS in August
23. 27 octobre 1993 : Kono aki ? ... Hitori Janai (この秋···ひとり ;じゃない?)
24. 20 janvier 1994 : Bravo! Nippon: Setsu to Koori no Fantasy (BRAVO ! Nippon～雪と氷のファンタジー ～?)
25. 28 avril 1994 : Yōsorō! Mirai he Yoroshiku (ヨーソロー ! 未来へよろしく?)
26. 21 juillet 1994 : TRY TO REMEMBER

### Sous le nom de Hikaru Genji SUPER 5
Albums
1. 1er mars 1995 : Someone Special

Singles
1. 7 octobre 1994 : Melody Five
2. 21 octobre 1994 : Don't Mind Namida (DON'T MIND 淚?)
3. 2 août 1994 : BYE BYE

## Récompenses du groupe

### Japan Record Awards
| Année | Chanson          | Nomination         | Résultat |
| ----- | ---------------- | ------------------ | -------- |
| 1988  | "Paradise Ginga" | Japan Record Award | Lauréat  |

### Japan Gold Disc Awards
Hikaru Genji a remporté quinze prix de la cérémonie annuelle de la Recording Industry Association of Japan et du Japan Gold Disc Awards.
| Année | Artiste/Disque      | Nomination               | Résultat |
| ----- | ------------------- | ------------------------ | -------- |
| 1988  | Hikaru Genji        | New Artist Award         | Lauréat  |
| 1988  | Hikaru Genji        | Best 5 New Artist Award  | Lauréat  |
| 1988  | "Glass no Jūdai"    | Singles Award            | Lauréat  |
| 1988  | "Starlight"         | Singles Award            | Lauréat  |
| 1988  | Hikaru Genji        | Album Award              | Lauréat  |
| 1989  | Hikaru Genji        | Best 5 Artists           | Lauréat  |
| 1989  | "Paradise Ginga"    | Grand Prix Singles Award | Lauréat  |
| 1989  | "Paradise Ginga"    | Best 5 Singles Award     | Lauréat  |
| 1989  | "Diamond Hurricane" | Best 5 Singles Award     | Lauréat  |
| 1989  | "Tsurugi no Mai"    | Best 5 Singles Award     | Lauréat  |
| 1989  | Hi!                 | Album Award              | Lauréat  |
| 1990  | "Taiyō ga Ippai"    | Best 5 Singles Award     | Lauréat  |
| 1991  | Furikaette Tomorrow | Album Award              | Lauréat  |
| 1992  | 333 Thank You       | Album Award              | Lauréat  |
| 1993  | Best Friends        | Album Award              | Lauréat  |